# Sendai Stadium
O Sendai Stadium (japonês: 仙台スタジアム) é um estádio de futebol situado em Nanakita Park, Izumi-ku, Sendai, Miyagi, Japão. Foi inaugurado em 1997 e é a casa do Vegalta Sendai na J. League e do Sony Sendai na JFL.
O estádio foi projetado especificamente para o futebol, e as arquibancadas são dispostas próximas ao campo. Para os jogos em que a capacidade do é insuficiente, é utilizado o Estádio Miyagi que fica nas proximidades.
Os direitos de nomeação para o estádio foram vendidos, com início em 1 de março de 2006 até 28 de fevereiro de 2009. Nesse período, o estádio era conhecido oficialmente como Yurtec Stadium Sendai (スタジアム ユアテック 仙台).
Em 2009, o mando dos jogos do Vegalta será substituído, que vai jogar a primeira metade da temporada no Estádio Miyagi.

## Copa Sendai
Desde o ano de 2003 é disputada no estádio a Copa Sendai, que é um torneio internacional sub-19 que ocorre no mês de setembro, por seleções de base de diversos países.